# Hạc San
Hạc San là ban nhạc progressive metal người Việt Nam được thành lập vào ngày 12 tháng 12 năm 2012 tại Thành phố Hồ Chí Minh. Ban nhạc ra mắt khán giả vào năm năm 2012 và gặt hái nhiều giải thưởng trong cuộc thi Bài hát Việt của Đài truyền hình Việt Nam. Ngoài ra nhóm từng trình diễn tại Nhạc hội Rock Storm cũng như lọt vào chung kết của cuộc thi Tiger Translate - Battle of the Bands. Tháng 12 năm 2015, Hạc San phát hành album đầu tay có nhan đề Sét đánh ngang trời, lấy cảm hứng từ câu chuyện cổ tích Thạch Sanh. Tháng 4 năm 2020, nhóm cho ra đời album thứ 2 với tựa đề Hồn – trăng – máu, cùng nội dung nói về cuộc đời của thi sĩ Hàn Mặc Tử.

## Lịch sử hoạt động

### Thành lập
Năm 2011, tay guitar Dzũng Phạm sau khi chia tay ban nhạc cũ Final Stage, đã thành lập tiền thân của Hạc San là Kamejoko cùng 2 thành viên là giọng ca Hoàng Nghĩa và tay bass Hoàng Hiếu. Họ kết nạp thêm hai thành viên, Minh Quân chơi đàn keyboard và tay trống Trần Tín. Sau đó ban nhạc chủ yếu hoạt động ở các quán bar tại Sài Gòn với các bản nhạc cover của các ban nhạc quốc tế. Trong thời gian này, Dzũng Phạm lên ý tưởng về định hướng mới của ban nhạc và ý tưởng về một album mang phong cách progressive metal.

### 2012–2014: Thay đổi nhân sự và sân chơiBài hát Việt
Năm 2012, ban nhạc đón thành viên mới là tay trống Yvol Enuol - con trai của cố Nghệ sĩ Nhân Dân Y Moan và cầm thủ keyboard Thế Phong, từ đây ban nhạc chuyển hướng qua chơi các ca khúc sáng tác và định hình dòng nhạc progressive metal. 
Đầu năm 2013, ban nhạc chính thức đổi tên thành Hạc San và thay thế vocalist Hoàng Nghĩa bằng Hải Châu. Hạc San có show ra mắt khán giả trong cuộc thi Tiger Translate - Battle of the Bands ở Hà Nội và Thành phố Hồ Chí Minh. Hạc San đã xuất sắc lọt vào vòng chung kết của cuộc thi cùng những cái tên như 18+, Đông Đô, Bụi Gió, Hemelians và Parasite; mặc dù vậy ở đêm chung kết diễn ra vào hôm 29 tháng 6, ban đã để tuột mất ngôi quán quân vào tay Parasite. Tháng 9 năm 2013, Hạc San chia tay 3 thành viên là Hoàng Hiếu, Thế Phong và Hải Châu. Những người được chọn thay thế là Trần Thắng (chơi bass), Jean Paul Blada (hát chính) và Trần Sơn (chơi keyboard). Ban nhạc bắt đầu bắt tay vào thu âm các sáng tác đầu tay là "Hoang Tàn" và "Bí mật của người ra đi". Tháng 6 năm 2014, Hạc San cộng tác cùng đạo diễn Lê Thanh Sơn - đạo diễn bộ phim Bẫy rồng để thực hiện MV đầu tay cho ca khúc "Bí mật của người ra đi." 
Tháng 6 năm 2014 đánh dấu bước ngoặt lớn của Hạc San với các giải thưởng âm nhạc trong chương trình Bài Hát Việt. Ban nhạc giành giải thưởng "Nhạc sĩ phối khí hiệu quả" do hội đồng thẩm định bình chọn cho ca khúc "Bí mật của người ra đi" trong chương trình Bài Hát Việt liveshow tháng 6 năm 2014. Tháng 8 năm 2014, Hạc San đoạt cú đúp "Nhạc sĩ phối khí hiệu quả" và "Bài hát của tháng" cho ca khúc "Hoang tàn". Sau khi chiến thắng tại Bài hát Việt tháng 8, nhóm xúc động chia sẻ: "Hai giải thưởng Bài hát của tháng và Nhạc sĩ phối khí hiệu quả là món quà ý nghĩa mà chúng tôi nhận được vào đúng dịp tròn một năm chúng tôi ra mắt sản phẩm âm nhạc đầu tiên cũng như thời điểm xảy ra biến cố khi ban nhạc chia tay 3 thành viên vào năm 2013". Tháng 11 năm 2014, ban nhạc tiếp tục thắng giải thưởng "Nhạc sĩ phối khí hiệu quả" cho ca khúc "Sét đánh ngang trời". Tháng 12 năm 2014 ban nhạc thực hiện tour diễn qua 7 thành phố lớn của Việt Nam trong chương trình Rock Storm do Mobifone tổ chức. Trong thời gian này, ban nhạc hoàn thành phần thu âm cho album đầu tay của mình với 11 ca khúc.

### 2015–nay:Sét đánh ngang trờivàHồn - trăng - máu
Tháng 1 năm 2015, ca khúc "Bí mật của người ra đi" được bình chọn là "Ca khúc Rock Việt của năm" do tạp chí VnRock bình chọn. Cùng thời gian này, ban nhạc khởi động tour diễn "Hạc tung cánh bay" tại Hà Nội - Đà Nẵng - Sài Gòn. Tháng 6 năm 2015, Hạc San đăng quang ngôi vị quán quân trong cuộc thi Gia đình tài tử do đài truyền hình HTV tổ chức, đồng thời chia tay keyboardist Yên Lâm, người thay thế là Trần Hoàng (cựu thành viên ban nhạc Đồng Đội). Từ tháng 11 đến tháng 12 năm 2015, Hạc San đại diện cho Việt Nam tham gia Liên hoan âm nhạc Châu Âu diễn ra tại thủ đô Hà Nội và Nhạc viện Thành phố Hồ Chí Minh. Ngày 12 tháng 12 năm 2015, sau 5 năm thực hiện, ban nhạc chính thức phát hành album chủ đề mang tên Sét đánh ngang trời trên toàn quốc; album có mặt trong bảng đề cử dự kiến cho hạng mục "Album của năm" của Giải thưởng âm nhạc cống hiến do báo Thể thao & văn hoá tổ chức, nhưng không lọt vào danh sách các đề cử cuối cùng. Album còn được báo điện tử Zing News lựa chọn là một trong "những điểm nhấn Rock Việt 2015". Album lấy cảm hứng từ câu chuyện cổ tích Thạch Sanh và được thể hiện theo phong cách progressive metal dưới dạng album chủ đề với 11 ca khúc xâu chuỗi chặt chẽ. 
Tháng 1 năm 2016, Hạc San cùng nhiều nghệ sĩ tham gia chương trình "Đôi bàn tay thắp lửa" để ủng hộ cho các bệnh nhân ung thư. Tháng 4 năm 2016, trang YouTube của Hạc San đã đăng tải toàn bộ album Sét đánh ngang trời. Tháng 5 năm 2017, trên fanpage của nhóm, Hạc San thông báo chuẩn bị trở lại và đang làm album chủ đề thứ 2. Tháng 4 năm 2020, Hạc San cho ra mắt album thứ 2 lấy tựa là Hồn – trăng – máu trên các kênh nghe nhạc trực tuyến như Apple Music, Spotify. Nội dung nhạc phẩm kể về cuộc đời của nhà thơ Hàn Mặc Tử, với chỉ một bài duy nhất cùng thời lượng 29 phút 2 giây, chia làm 6 chương gồm "Hàn – Nguyệt – Mộng – Phong – Huyết - Tử" tương ứng với từng giai đoạn trong cuộc đời của cố thi sĩ.

## Phong cách nghệ thuật
Thể loại chính trong âm nhạc của Hạc San thường được miêu tả là progressive metal (hay còn gọi là prog metal). Đánh giá về sản phẩm đầu tay Sét đánh ngang trời, cây viết Minh Trang của báo Tuổi trẻ bình luận: "Sét đánh ngang trời bắt đầu bằng âm nhạc thanh, nhẹ như một hơi thở, một lời thì thầm về 'ngày xửa ngày xưa...', rồi men theo câu chuyện của chàng Thạch Sanh trượng nghĩa, chung tình, album kể với người nghe một câu chuyện hậu hiện đại kết hợp giữa thể loại progressive metal và âm hưởng dân gian Việt."

## Đón nhận
Báo Hà Nội mới cũng dành không ít lời có cánh cho Sét đánh ngang trời: "Album mang tên Sét đánh ngang trời, gồm 11 ca khúc được sáng tác dựa trên câu chuyện cổ tích Thạch Sanh trừ gian diệt bạo. Ban nhạc dẫn dắt người nghe vào cuộc hành trình hiểm nguy nhưng vinh quang của Thạch Sanh, gửi tới họ thông điệp về luật 'Nhân quả'." Trong bài viết "Khắc khoải rock Việt" nói về thực trạng thoái trào của rock Việt, Hạc San là một trong số ít cái tên được cây viết Thùy Trang của báo Người lao động ca ngợi với Hồn – trăng – máu: "...Hồn – trăng – máu được xây dựng trên dữ liệu thật về cuộc đời nhà thơ Hàn Mặc Tử và phóng tác thành một câu chuyện giả tưởng về một sinh linh cô độc trên một tinh cầu xa lạ, khát khao đi tìm sự sống... Ý tưởng đặc biệt này đã giúp cái tên Hạc San được tôn vinh trên nhiều diễn đàn âm nhạc." Nói về phần trình diễn của Hạc San tại Rock Storm, Cục nghệ thuật biểu diễn – tổ chức trực thuộc Bộ Văn hóa, Thể thao và Du lịch nhận xét: "Hạc San xuất hiện với màn solo guitar điêu luyện của guitarist Dzũng Phạm. Chất giọng mạnh mẽ, hoang dã mang hơi thở từ núi rừng của vocal Jean Paul Blada cũng ca khúc mở màn Dưới đáy trần gian, mang đến một không gian âm nhạc hoàn toàn khác biệt. Bằng chất giọng prog metal sâu đậm của mình, nổi bật cùng phần trình diễn trống của Yvol, ghi-ta của Dzũng Phạm… Hạc San đưa hàng nghìn khán giả trải qua từng cung bậc cảm xúc với những ca khúc đã làm nên tên tuổi của ban nhạc như: 'Hoang tàn', 'Bí mật người ra đi', 'Tiều phu' và 'Sét đánh ngang trời'."

## Thành viên

### Đội hình hiện tại
- Jean Paul Blada - hát chính (2013–nay)
- Dzũng Phạm - lead guitar, sáng tác, viết lời, hát bè (2011–nay)
- Yvol Enuol - trống, bộ gõ, sáng tác, hát bè (2013–nay)
- Trần Quốc Thắng - bass (2013–nay)
- Trần Nho Hoàng - keyboard (2015–nay)

### Thành viên cũ
- Hoàng Hiếu – bass (2011–2013)
- Hoàng Nghĩa – hát chính (2011–2013)
- Trần Sơn – keyboard
- Yên Lâm – keyboard
- Trần Tín – trống

## Danh sách đĩa nhạc
- Sét đánh ngang trời (2015)
- Hồn – trăng – máu (2020)

## Thành tựu

### Giải thưởng
| Năm  | Giải thưởng     | Tác phẩm/người đề cử  | Hạng mục                           | Kết quả   | Nguồn               |
| ---- | --------------- | --------------------- | ---------------------------------- | --------- | ------------------- |
| 2014 | Bài hát Việt    | "Bí mật người ra đi"  | Nhạc sĩ phối khí hiệu quả tháng 4  | Đoạt giải | [ 8 ]               |
| 2014 | Bài hát Việt    | "Hoang tàn"           | Nhạc sĩ phối khí hiệu quả tháng 8  | Đoạt giải | [ 9 ] [ 10 ] [ 11 ] |
| 2014 | Bài hát Việt    | "Hoang tàn"           | Bài hát của tháng 8                | Đoạt giải | [ 9 ] [ 10 ] [ 11 ] |
| 2014 | Bài hát Việt    | "Sét đánh ngang trời" | Nhạc sĩ phối khí hiệu quả tháng 11 | Đoạt giải | [ 13 ]              |
| 2015 | Gia đình tài tử | Hạc San               |                                    | Đoạt giải | [ 15 ]              |